# Soft Center
Soft Center är en företagspark i Ronneby, nära Ronneby brunn, som till största delen rymmer företag inom IT- och telekombranschen. I lokalerna finns även restaurang och närkiosk.
Ägare är sedan augusti 2006 Active Properties AB, som i juli 2006 delades ut från O-listenoterade Active Capital AB.

## Historik
Soft Center grundades i samband med att dåvarande Högskolan i Karlskrona/Ronneby (numera Blekinge tekniska högskola) anlades i Ronneby och Karlskrona under 1987. Högskolan fanns från början i Soft Centers lokaler (samt i TelecomCity i Karlskrona) vilket ledde till företagsparkens IT-inriktning.
Soft Center expanderade i flera etapper under 1990-talet, uppnådde en lokalyta om 38 000 kvadratmeter samt grundade företaget Soft Center International för att skapa ett internationellt nätverk av liknande företagsparker. Ett privat investmentbolag köpte Soft Center av Ronneby kommun för 340 miljoner kronor år 2000. Soft Center drabbades därefter  av IT-kraschen i början av 2000-talet, då många företag i branschen minskade personalstyrkan eller upphörde helt, och hade i flera år omfattande vakanser. Soft Center International lades ner 2003.
Under ett antal år och fram till 31 december 2008 var det enskilt största företaget i Soft Center UIQ Technology, tills styrelsen begärde företaget i konkurs efter en tids kris. Blekinge tekniska högskola har från och med sommaren 2010 koncentrerat sin verksamhet till Karlskrona och all verksamhet förutom ett laboratorium för vattenskärningsteknik har flyttats.